# Ломас-де-Лачай
Національний резерв Пакая-Самірія (ісп. Reserva National Lomas de Lachay або Reserva National de Lachay) — національний резерв у Перу в департаменті Ліма. Резерв розташований за 105 км на північ від столиці країни Ліми та містить у собі унікальну екосистему флори й фауни вологого тропічного лісу.